# Sándor Kisfaludy

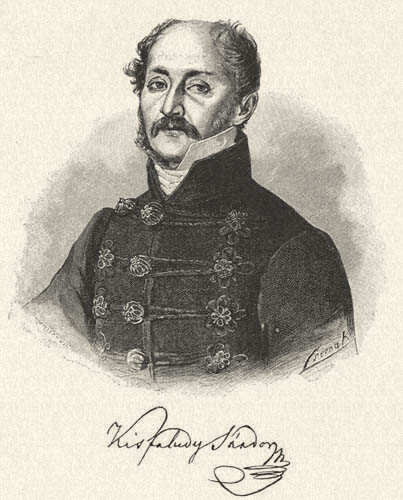
Sándor Kisfaludy

Sándor Kisfaludy von Kisfalud [ˈʃaːndor ˈkiʃfɒludi] (* 27. September 1772 in Sümeg, Komitat Zala; † 28. Oktober 1844 ebenda) war ein ungarischer Dichter und Dramatiker.
1796 nahm Sándor Kisfaludy am Italienfeldzug gegen Napoléon Bonaparte teil und kam als Kriegsgefangener in die Provence. Dort lernte er während der Weinlese seine Muse Róza Szegedy kennen, die er 1800 heiratete.
Kisfaludys Geburts- und Sterbehaus in Sümeg wurde als Gedenkmuseum eingerichtet. Sein jüngerer Bruder ist der Dramatiker Károly Kisfaludy.

## Werke
- Klagende Liebe, 1801
- Himfys auserlesene Liebeslieder, 1831